# Pettorano sul Gizio
Pettorano sul Gizio è un comune italiano di 1 280 abitanti della provincia dell'Aquila, in Abruzzo. Fa parte de I borghi più belli d'Italia.

## Storia
Il borgo è di origine medievale. Come avamposto dei Normanni, fu costruita una torre di avvistamento nell'XII secolo. Nel XIII secolo il feudo passò a Carlo I d'Angiò che fortificò il borgo ed ampliò il castello. Il mastio fu dotato di una pianta quadrangolare con quattro torri circolari e una quadrata al centro della struttura. Nel XV secolo passò ai Caldora e nel secolo successivo ai Cantelmo di Popoli.
Il centro è stato devastato dal terremoto della Maiella del 1706 e ricostruito sotto forma di borgo settecentesco, come la chiesa parrocchiale. In epoca recente il paese ha trovato una nuova linfa economica nel turismo. Per la buona conservazione del centro storico, fa parte de I borghi più belli d'Italia.
In paese si conserva l'unico frammento in greco trovato in occidente dell'edictum de pretiis rerum venalium di Diocleziano. Prima del 1860 il comune di Pettoranello del Molise, in provincia di Isernia, si chiamava anch'esso Pettorano.

### Simboli
Lo stemma e il gonfalone del comune di Pettorano sul Gizio sono stati concessi con decreto del presidente della Repubblica del 12 ottobre 1993.
Il gonfalone è un drappo di azzurro.

## Monumenti e luoghi d'interesse

### Architetture religiose

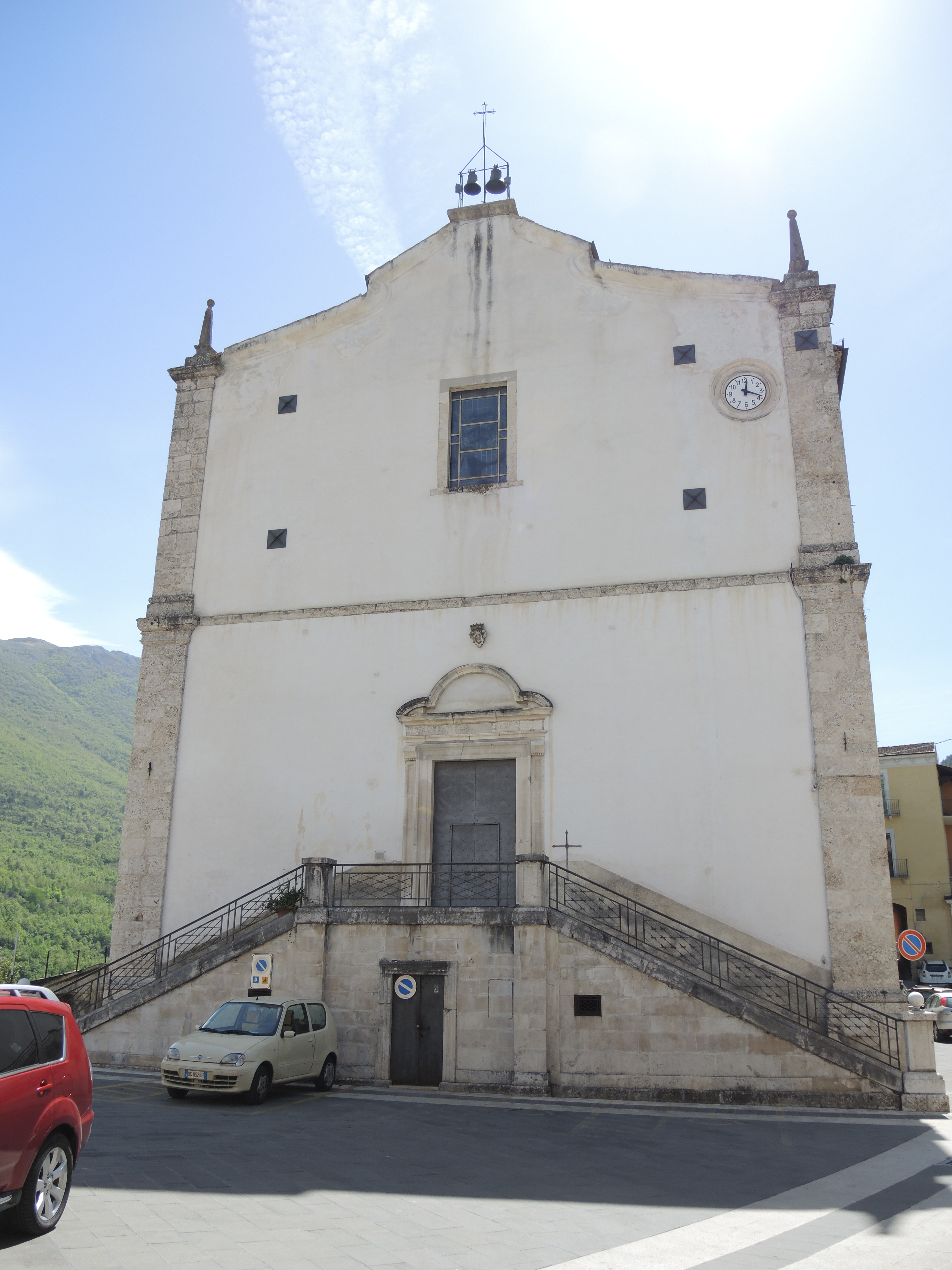
Parrocchia della Beata Vergine Maria e di San Dionisio
È del XV secolo e si trova in Piazza Umberto I. Fu voluta dalla famiglia Cantelmo, ricostruita sopra una precedente chiesa del XIII secolo, troppo piccola per gli abitanti; tuttavia divenne la parrocchiale molto tardi, poiché nel 1594 aveva tale titolo la chiesa di Santa Maria della Porta. L'ultimo restauro espansivo ci fu nel 1718, dopo il sisma del 1706. L'esterno è molto semplice, con un portale laterale del 1842, montato dal convento dei carmelitani: esterno decorato da bugne con bassorilievi di animali ed elementi vegetali, mentre due leoni stilofori sorreggono l'arco del portale. La facciata è ornata da un orologio. L'interno a navata unica è ornato da cappelle laterali dorate, con tele settecentesche di Vincenzo Figluolino. Sulla parete dell'abside si trova un elegante crocifisso ligneo trecentesco policromato.
Chiesa di San Nicola di Bari
Chiesa medievale, conserva di originale solo la facciata, con un semplice portale romanico. Il coronamento è mistilineo. L'interno settecentesco è ad aula unica. La chiesa sarebbe stata costruita nel XII secolo su un tempio pagano, ed è citata dai documenti di Adriano IV, Pasquale II e Lucio III nel 1183.
Chiesa di Sant'Antonio di Padova
Nota anche come Santa Maria ad Nives, ha una facciata neoclassica, restaurata nel 1949, incorniciata da doppie paraste giganti che sorreggono un timpano triangolare. Sul portale c'è un timpano spezzato tardo barocco. L'interno è a navata unica, ma in origine ne aveva due; è caratterizzato da cappelle laterali con statue lignee della Madonna del Rosario con San Domenico e Santa Caterina da Siena.
Chiesa di San Rocco
Fu costruita dopo il 1656 su una precedente cappella. L'interno possiede statue di San Francesco, della Madonna del Suffragio e di San Rocco.

### Architetture civili

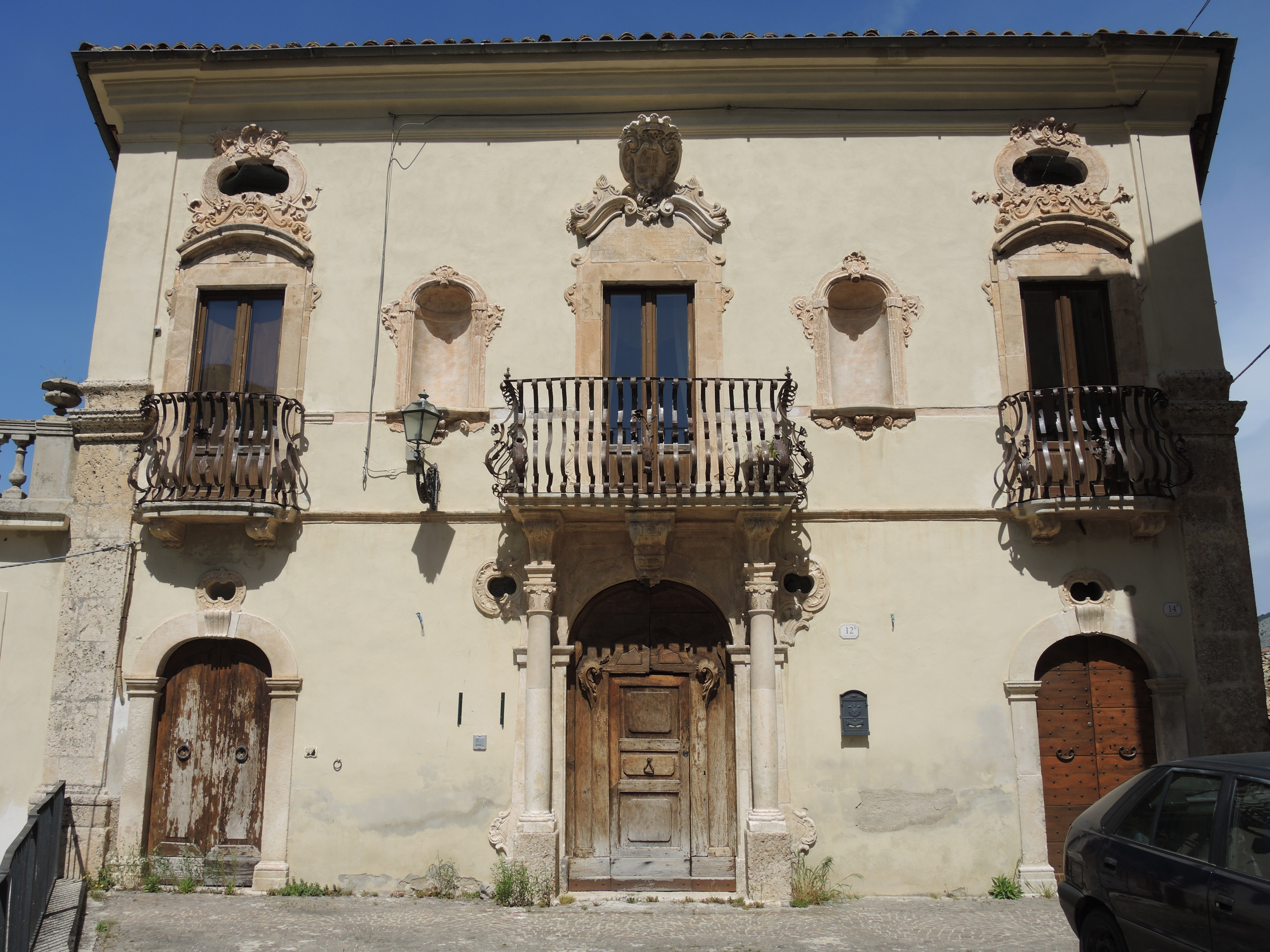
Palazzo La Castaldina
Palazzo detto anche "Castellina", sede degli amministratori Castaldi che facevano le veci dei Cantelmo. La facciata del 1794 è di gusto barocco e possiede tre portali, dei quali il centrale è il maggiore, che sorregge anche la balconata della finestra centrale (il palazzo ne ha tre sulla facciata). I sopraluce sono ellittici e l'apparato decorativo consiste in stucchi a motivi curvilinei e vegetali sul timpano e su due nicchie accanto alla finestra centrale. La scalinata interna immette al piano superiore, con pareti di fondo dorate, che raffigurano tre putti alati con tenda rossa tra le mani. Presso una seconda rampa si accede alla cappella privata con l'altare di Raffaele Salini (1777).
Palazzi secondari
- La Locanda: grande costruzione vicino al castello, era l'antico luogo di ristoro per il cambio dei cavalli sul tragitto della strada Napoleonica. Sul portale appare lo stemma della famiglia Croce, a seguito dell'acquisto da parte del Giudice Regio Croce Croce di questo e di altri beni dei Duchi Cantelmo all'inizio dell'Ottocento.
- Palazzo Croce: in via Roma, in stile neoclassico. Fu edificato intorno al 1820 da Liberatore Croce e dal figlio Giuseppe, rappresentanti di un'antica famiglia.documentata a Pettorano sin dal Cinquecento[9].
- Palazzo Vitto Massei: Costruito nella seconda metà del '700, nel 1832 ha ospitato il re di Napoli Ferdinando II di Borbone durante la sua prima visita in Abruzzo. La facciata principale del palazzo, dichiarato immobile di interesse storico nel 1991, si trova in via Roma, mentre l'accesso è in via Sant'Antonio.
- Palazzo Ducale: ha forma ad U ed era usato dai Cantelmo, ornato da uno stemma e da un portale rinascimentale.
- Palazzo Giuliani: del 1774 circa, in stile barocco rurale, posto in via San Giovanni.

Monumenti civici

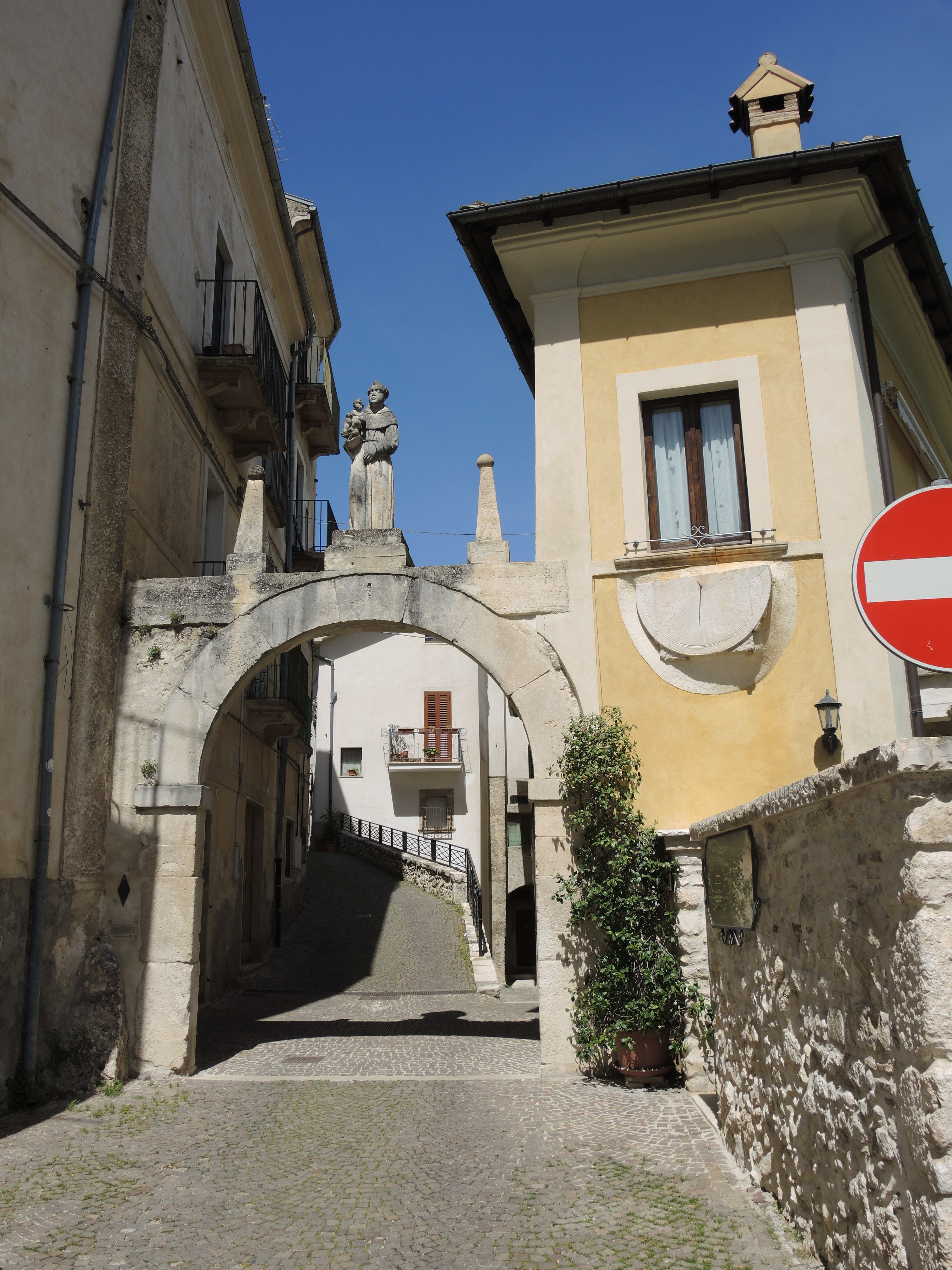
Porta San Marco

- Porta San Marco: fa parte delle sei porte urbiche medievali, che conduce a via delle Macchie, fino alla chiesa di San Rocco. Dato il nome si doveva trovare vicino alla chiesa omonima, non più presente. È composta da arco a tutto sesto con due pinnacoli laterali e una statua centrale di Sant'Antonio di Padova.
- Porta Santa Margherita: nel versante sud-ovest, è un semplice arco a tutto sesto, così chiamato perché è l'ingresso dalla chiesetta fuori le mura.
- Porta San Nicola: sul versante occidentale del borgo, è sormontata da un affresco di Santa Margherita che sorregge la città con la mano sinistra e con l'altra mostra una croce. Risale al 1656.
- Porta del Mulino: rimasta allo stato originale, è in pietra, molto austera e semplice, e serviva per il controllo dei mulini ad acqua sotto il borgo, da cui si passava per accedere al castello.
- Porta Cencio: ultima porta sopravvissuta, situata ad oriente, deve il nome alla piazzetta da cui si accede, che ha la forma di una cintura. È nota anche come Porta Manaresca, perché guarda verso il mare, o Porta Reale, dal 1832, quando fu attraversata da Ferdinando II delle Due Sicilie.
- Fontana dei Monaci: situata dalla parte dell'ex convento, è in pietra con una incisione dello stemma civico del 1871.

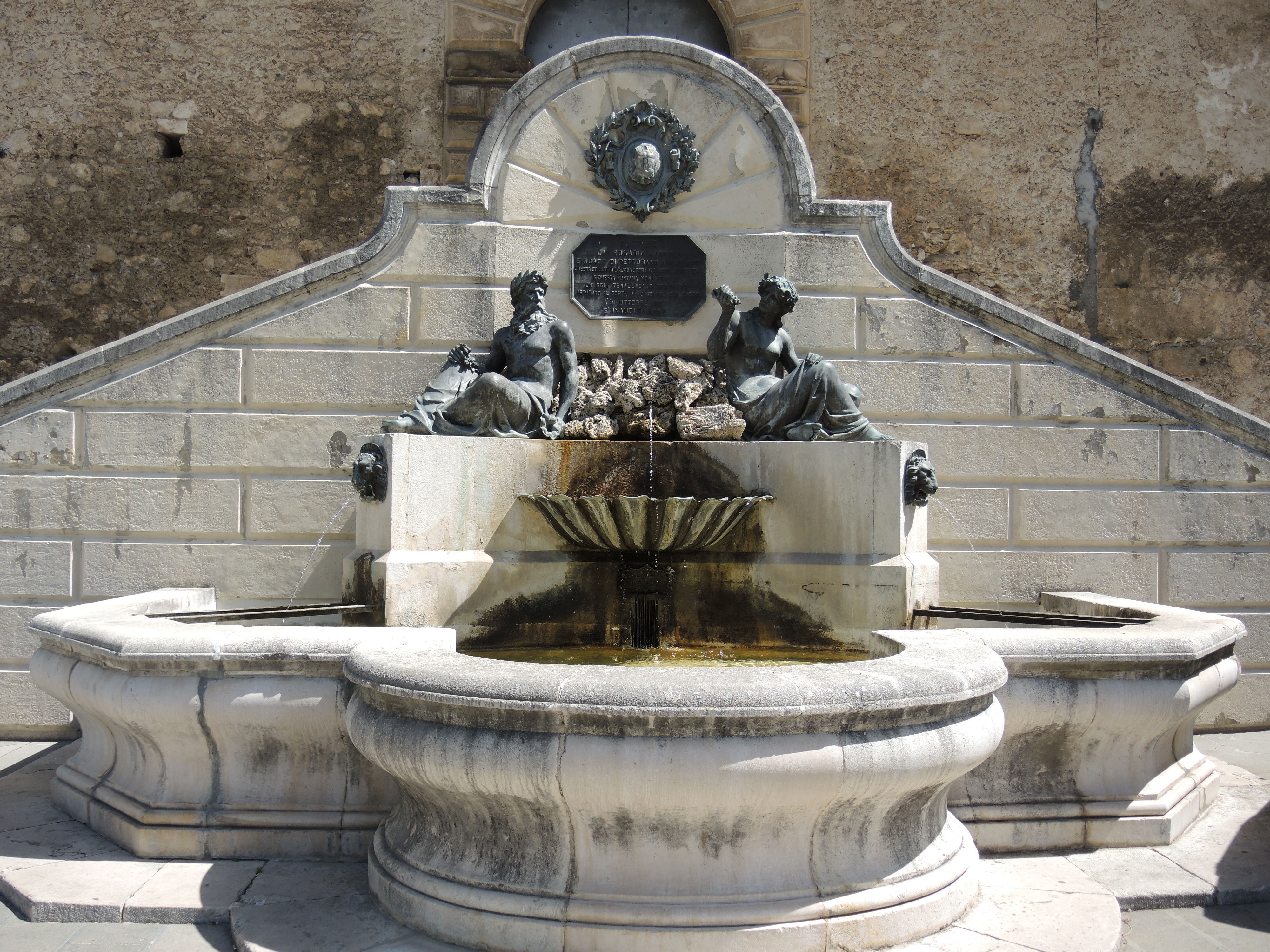
Fontana di Piazza Umberto I

- Fontana di Piazza Umberto I: monumentale costruzione del 1897, posta sul fianco della chiesa madre. Ha vasca in pietra con sopra una più piccola vasca in bronzo a forma di conchiglia che riceve l'acqua da due mascheroni. Su di essa vi sono due statue in bronzo raffiguranti Nettuno ed Anfitrite. Più in alto ancora vi è lo stemma di Pettorano con un'armatura romana "pectoralis", da cui forse deriverebbe il nome del paese.

### Architetture militari

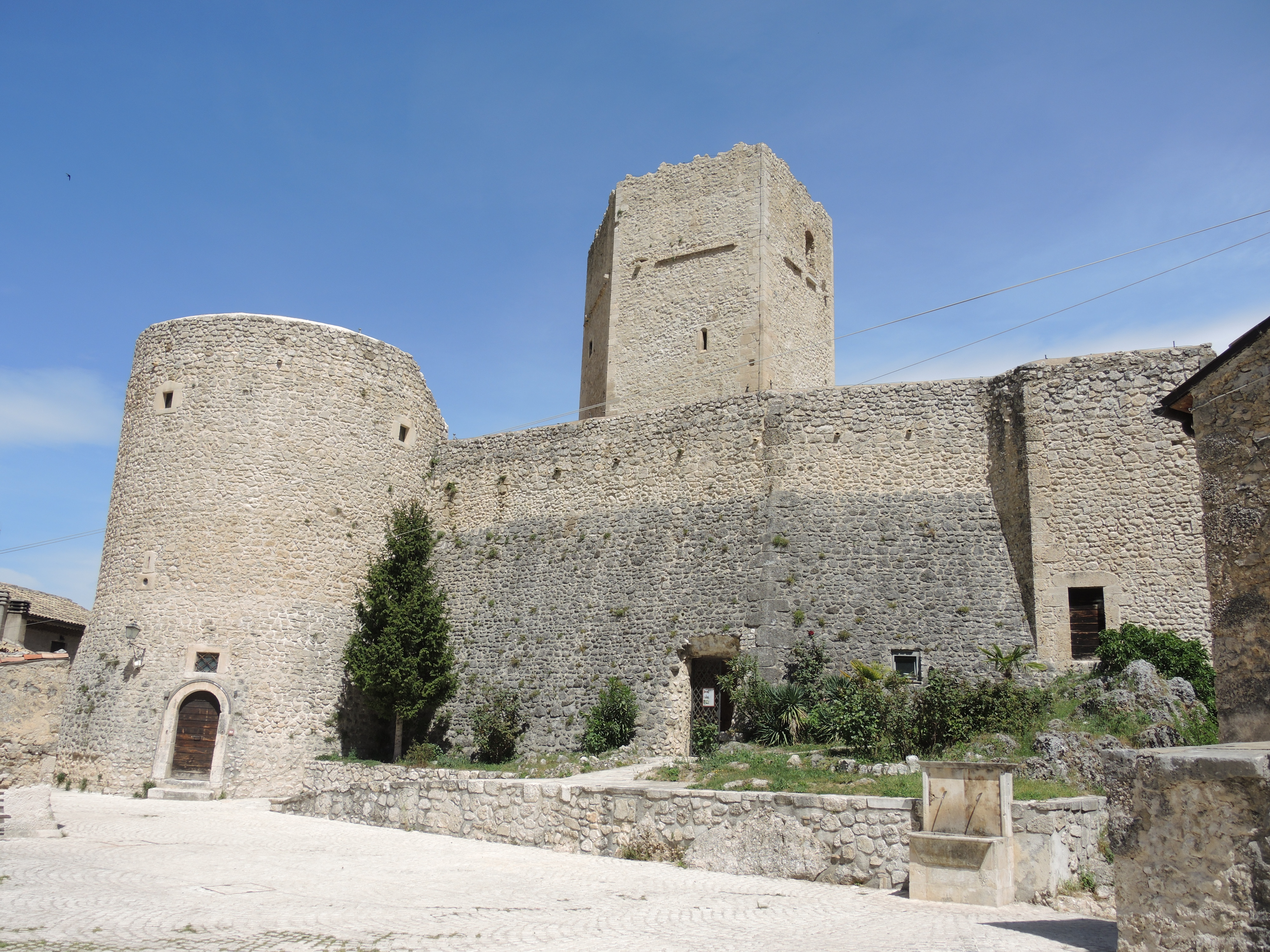
Castello Cantelmo
Concepita come una delle principali fortezze della Valle Peligna, la costruzione risale all'XI secolo, costruita dai Normanni e dipendente dalla diocesi valvense. Nel secolo successivo fu proprietà di Oddone di Pettorano, e più avanti dopo gli svevi, furono gli angioini e i Cantelmo i proprietari, con il matrimonio di Amile d'Agoult con Giovanna da Ponte, figlia di Odorisio. Danneggiato dal terremoto della Maiella del 1706, il castello fu trasformato a metà in residenza civile dei proprietari, che lo cedettero al comune nel 1977.
Il castello ha pianta circolare irregolare perché metà del semicerchio è stata utilizzata per la costruzione di case civili. Di normanno resta la torre di controllo pentagonale con due torri minori nel perimetro, poste a sud-ovest e nord-ovest. Il sistema difensivo di costruzione è quello detto "a sacco", con paramento esterno in pietra sbozzata e malta di calce. Il castello era decorato da stemmi nobiliari e mobilia originale, ma il tutto è stato venduto o saccheggiato nel Novecento, dato l'abbandono fino al recupero contemporaneo. Una sala espositiva è dedicata agli aspetti storici e antropologici legati al piatto unico tradizionale della polenta rognosa.

### Aree naturali
Riserva naturale guidata Monte Genzana e Alto Gizio
La sede amministrativa è in centro e l'habitat naturale comprende un vasto patrimonio floristico e faunistico, presso il fiume Gizio, tra boschi e faggete, le cui acque sono citate dal poeta latino Ovidio sia nei Tristia (IV, 10, vv. 3-4), «Sulmona è la mia patria, ricchissima di gelide acque, che dista nove volte dieci miglia da Roma», che negli Amores (II, 16), «sono a Sulmona, terzo dipartimento delle campagne peligne, piccola terra ma salubre per le acque che la irrigano [...] nei campi peligni scorrono limpide acque», ed erano un tempo ricche di trote fario. Tra la fauna vi sono il falco pellegrino, il pecchiaiolo, il lodolaio, l'astore, la poiana, l'orso e il lupo. La riserva fa parte del parco nazionale della Maiella.

## Società

### Evoluzione demografica
Abitanti censiti

## Amministrazione
| Periodo           | Periodo           | Primo cittadino     | Partito                                   | Carica  | Note          |
| ----------------- | ----------------- | ------------------- | ----------------------------------------- | ------- | ------------- |
| 2 ottobre 1987    | 8 giugno 1990     | Pietro Monaco       | Partito Comunista Italiano                | Sindaco | [ 11 ]        |
| 8 giugno 1990     | 24 aprile 1995    | Rosa Giammarco      | Democrazia Cristiana                      | Sindaco | [ 11 ]        |
| 24 aprile 1995    | 14 giugno 1999    | Franco Oddi         | Lista civica di centro-destra Il Castello | Sindaco | [ 13 ]        |
| 14 giugno 1999    | 30 marzo 2010     | Feliciano Marzuolo  | Lista civica di centro                    | Sindaco | [ 14 ] [ 15 ] |
| 30 marzo 2010     | 1º giugno 2015    | Giuseppe Berarducci | Lista civica Il mulino                    | Sindaco | [ 16 ]        |
| 1º giugno 2015    | 22 settembre 2020 | Pasquale Franciosa  | Lista civica Il mulino                    | Sindaco | [ 17 ]        |
| 22 settembre 2020 | in carica         | Antonio Carrara     | Lista civica Il mulino 2020               | Sindaco | [ 1 ]         |

### Gemellaggi
Pettorano sul Gizio è gemellato con:
- Hamilton, dal 1992
- Gallinaro, dal 1992